# Graphiurus crassicaudatus
Graphiurus crassicaudatus är en däggdjursart som först beskrevs av Fredericus Anna Jentink 1888.  Graphiurus crassicaudatus ingår i släktet Graphiurus och familjen sovmöss. IUCN kategoriserar arten globalt som otillräckligt studerad. Inga underarter finns listade i Catalogue of Life.
Ovansidan är täckt av mjuk päls som har en rödbrun färg. Det finns en tydlig gräns mot den ljusgråa pälsen på undersidan som kan vid några ställen vara ockra, krämfärgad eller vit. Några exemplar har en mörkare ansiktsmask kring ögonen. De avrundade öronen är bruna. Dessutom är svansen rödbrun med några vita hår inblandade.
Arten når en kroppslängd (huvud och bål) av 77 till 100 mm, en svanslängd av 53 till 70 mm och en vikt av 19 till 29 g. Den har 13 till 19 mm långa bakfötter och 7 till 15 mm långa öron.
Denna sovmus förekommer med flera från varandra skilda populationer i västra Afrika från Liberia till Kamerun. Arten lever även på Bioko. Ett fynd från södra Kongo-Kinshasa är kanske Graphiurus crassicaudatus eller en annan art av samma släkte. Habitatet utgörs främst av fuktiga skogar i låglandet. Arten hittades även på jordbruksmark och i byggnader.